# Жан-П'єр Омон
Жан-П'єр Омон (фр. Jean-Pierre Aumont; 5 січня 1911, Париж — 30 січня 2001, Гассен) — французький актор, за участь у Другій світовій війні нагороджений орденом почесного легіону.

## Біографія
Народився в Парижі, в сім'ї Олександра Саломонса (Alexandre Salomons), власника магазину тканин і його дружини Сюзанни Кахинов (Suzanne Caheen). Дядьком матері Жана-П'єра був відомий актор Жорж Берр (Georges Berr). Сім'я батька хлопчика колись приїхала з Голландії; були вони євреями. В жилах матері також текла єврейська кров.
У шістнадцять років, слідуючи пораді матері, почав вивчати драматичне мистецтво в Паризькій Консерваторії. Як професійний актор він дебютував у 21 рік; кінодебют його відбувся роком пізніше, в картині «Jean and la Lune».
Найважливішою — і, багато в чому визначили подальшу кар'єру для актора стала роль в «Пекельній машині» («The Infernal Machine») Жана Кокто. Після виходу п'єси у світ сценічна і кінематографічна кар'єра Омона швидко пішла в гору; незабаром, однак, почалася Друга світова війна. Жан-П'єр залишався у Франції в 1942-му; потім, через єврейське походження, був змушений тікати від нацистів. Спочатку він перебрався в на той момент вільну частину району Віші, звідти — в Нью-Йорк, а потім і до Голлівуду. У Голлівуді його акторська кар'єра отримала друге дихання.
Перший час Жан-П'єр працював з «MGM»; через деякий час, однак, він зрозумів, що не в силах більше залишатися байдужим спостерігачем і вирішив повернутися до Франції, допомогти співвітчизникам. Завершивши роботу над картиною «The Cross of Lorraine», він приєднався до французького визвольного руху.
Омон воював в Північній Африці; взяв участь в операції «Факел» в Тунісі. Після цього разом з військами союзників він відправився в подорож через Італію та Францію. За час війни був поранений двічі; в перший раз — на завданні, разом з братом. Друга травма була куди серйозніше — джип Змоп підірвався на міні; французький генерал і командор першої дивізії Французького Визвольного Руху Дієго Броссе (Diégo Brosset) загинув.
За свою сміливість Жан-П'єр отримав орден Почесного Легіону і Військовий Хрест (Croix de Guerre). Надалі він відновив акторську діяльність, зігравши фокусника в картині «Лілі» («Lili») з Леслі Карон (Leslie Caron). Американцям, однак, Омон більше запам'ятався роллю Миколи Римського-Корсакова в картині 1947-го «Пісня Шехеразади» («Song of Scheherazade»).
У п'ятдесятих Жану-П'єру довелося виступити як гостю в телевізійному шоу «What's My Line?». У шістдесятих і сімдесятих він грав у різних бродвейських постановках — в тому числі в «Gigi». Одним з останніх проєктів з його участю була «Історія двох міст» («A Tale of Two Cities»), що вийшла в 1989-му. Через два роки актор був нагороджений командорським хрестом Ордена Мистецтв і Літератури (Ordre des Arts et des Lettres); в 1992-му його удостоїли премії «Сезар».
У Голлівуді Омон одружився з домініканською акторкою Марією Монтес, визнаною королевою фільмів «Техніколор». Їх шлюб вдався, але тривав не дуже довго — акторка потонула 7 вересня 1951. У 1956-му Жан-П'єр одружився з італійською акторкою Марісою Паван, зіркою цілої низки фільмів того часу.
Помер у 2001 році у віці 90 років від серцевого нападу. Тіло Омона піддано кремації, прах похований на кладовищі Пер-Лашез.

## Фільмографія
- 1936: Тарас Бульба / Tarass Boulba — Андрій Бульба
- 1951: Солом'яний коханець / L'Amant de paille — Станіслас Мішодьє, друг Джиммі
- 1953: Лілі / Lili — Марк
- 1954: Таємниці Версаля / Si Versailles m'était conté — кардинал Луї де Роган
- 1955: Наполеон / Napoléon — Рено де Сан Жан Анджелі
- 1962: Сім смертних гріхів / Les sept péchés capitaux — чоловік дружини
- 1963: Португальські канікули / Vacances portugaises — Жан-П'єр
- 1973: Американська ніч / La Nuit américaine — Александр
- 1974: Два місіонери / Porgi l'altra guancia — монсеньйор Дельгадо
- 1975: Кіт і миша / Le Chat et la souris — мс'є Рішар